# Cova des Pirata
Die Cova des Pirata (‚Piratenhöhle‘), auch Gruta des Pirata (‚Piratengrotte‘), ist eine Tropfsteinhöhle an der Ostküste der spanischen Baleareninsel Mallorca. Sie ist eine von mehreren Karsthöhlen auf dem Landgut Can Frasquet südlich des Ortes S’Estany d’en Mas in der Gemeinde Manacor, die zusammen als Coves des Pirata (‚Piratenhöhlen‘) bezeichnet werden, was auf ihre Lage in Meeresnähe hinweist. Die Cova des Pirata ist mit den Höhlen Cova des Pont und Cova de sa Piqueta subaquatisch verbunden und bildet mit diesen ein gemeinsames Höhlensystem.

## Lage

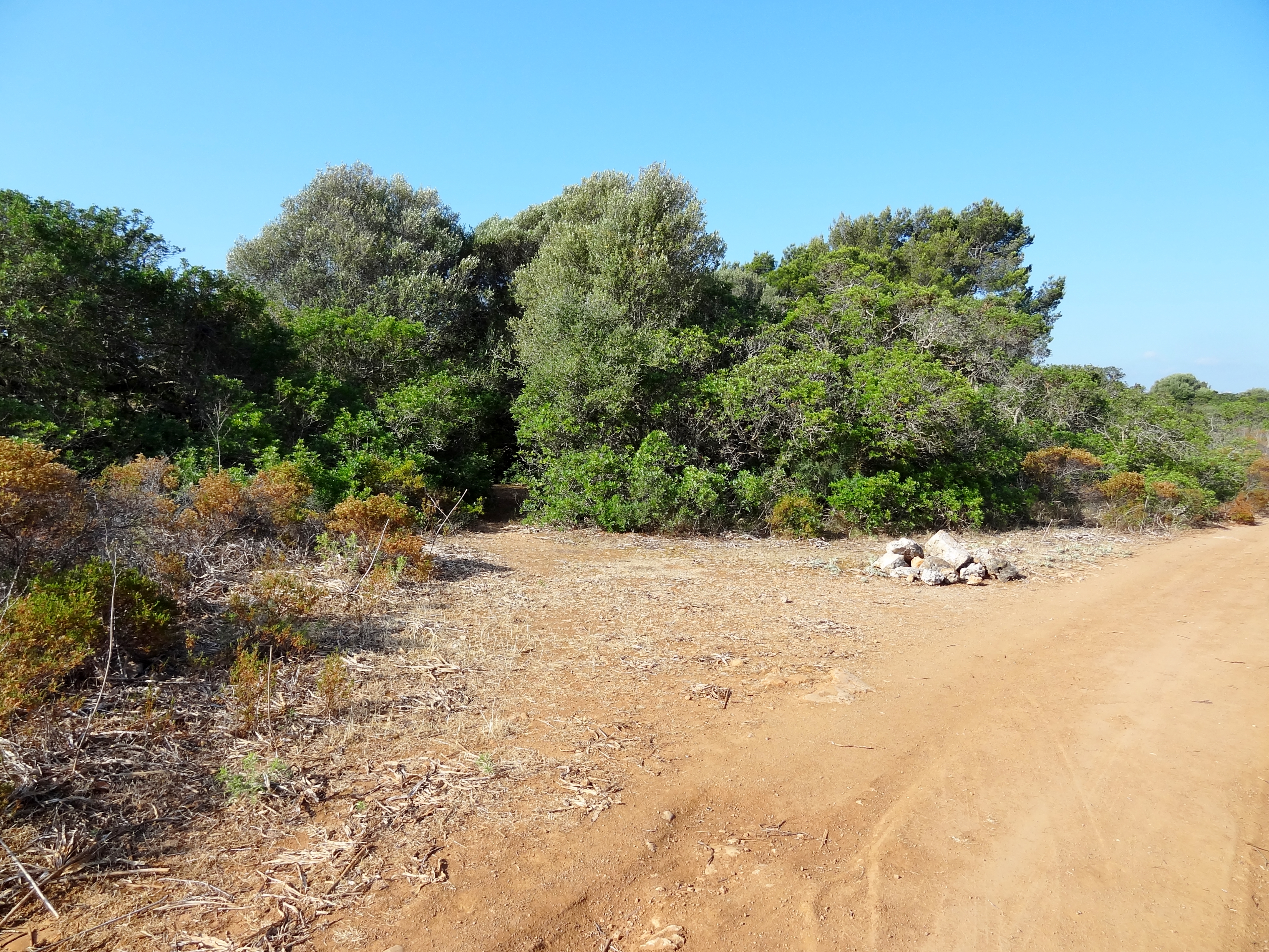
Weg zum Höhleneingang

Der Eingang zur Cova des Pirata befindet sich 350 Meter von der Ostküste Mallorcas an der Cala Falcó entfernt innerhalb des Naturschutzgebietes Cales Verges de Manacor. Die nächste Ortschaft, S’Estany d’en Mas, liegt 1100 Meter nördlich, die Meeresbucht Cala Varques 750 Meter im Süden und der historische Wehrturm Son Fortesa 2090 Meter westlich.
Der mit einer Metallgittertür versehene Höhleneingang liegt südöstlich neben dem Weg von S’Estany d’en Mas zu den Gebäuden von Can Frasquet unter hohen Bäumen inmitten von Sträuchern in einer kleinen Doline. Von dort reichen die Haupträume der Cova des Pirata etwa 140 Meter nach Süden. Ungefähr 50 Meter westlich des Eingangs besteht eine Verbindung zur Cova des Pont. Die größte Breite der Höhle beträgt 70 Meter. Der Höhleneingang befindet sich in 22 Metern Höhe über dem Meeresspiegel, die Höhendifferenz der Höhle beträgt insgesamt 33 Meter.

## Name und Geschichte
Im 18. Jahrhundert kam es auf Mallorca häufig zu Raubzügen von Piraten aus den Barbareskenstaaten, die vor allem an der Südostküste der Insel geeignete Versteckmöglichkeiten vorfanden. So ist für 1760 ein Angriff auf den Wehrturm von Son Fortesa oberhalb der Cala Varques belegt. Bei der Abwehr der Piraten wurden Teile von ihnen in der Bucht der Cala Varques eingeschlossen. Der Legende nach konnte sich einer der verwundeten Piraten mit einem gebrochenen Bein in die Cova des Pirata flüchten. Dort ernährte er sich über mehrere Wochen von der Milch der hier lebenden Ziegen und Schafe, bevor er sich nach der Heilung der Fraktur auf die Suche nach seinem Schiff begab. Später wurde die Höhle (katalanisch Cova) nach ihm benannt.

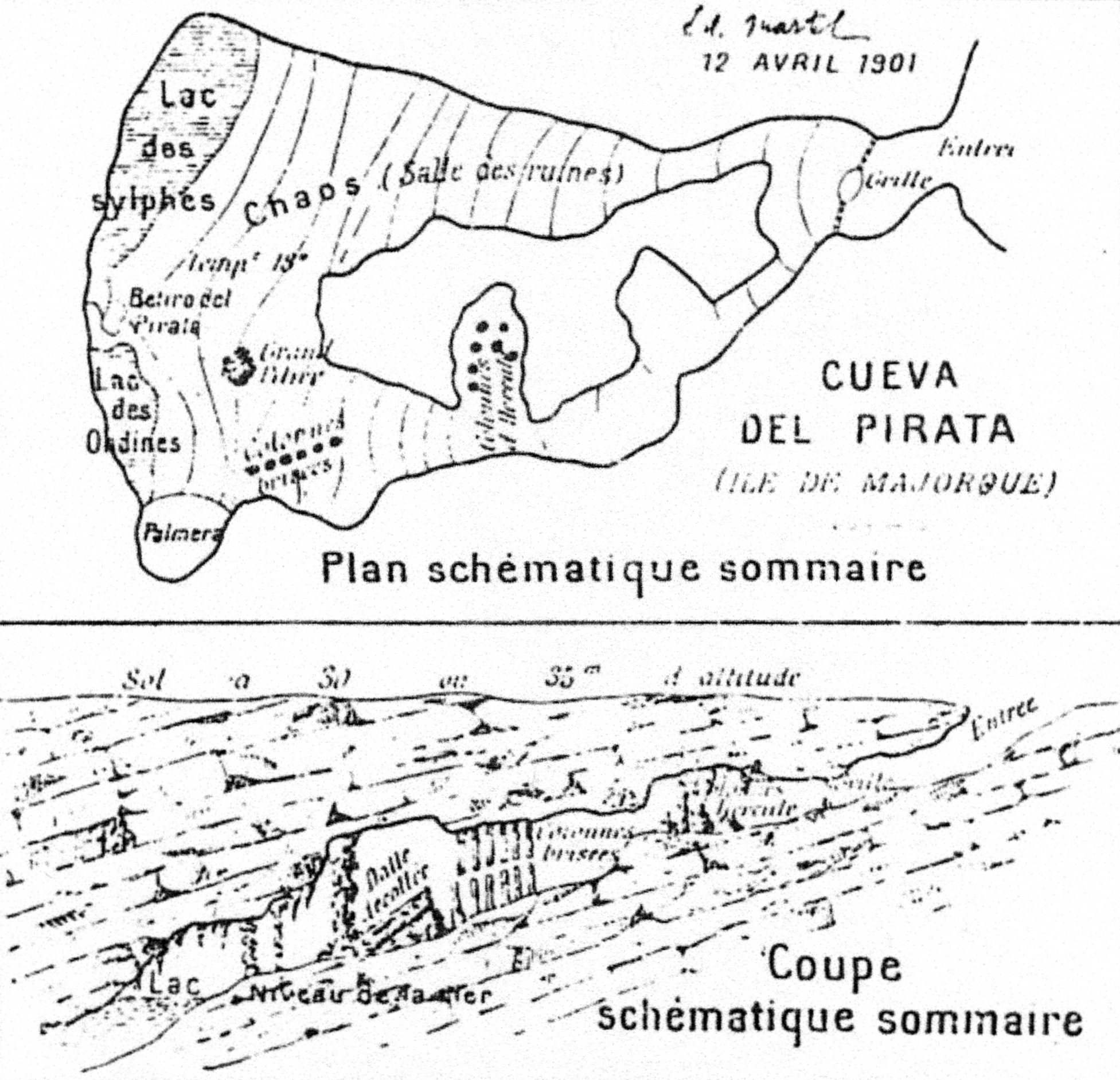
Schematische Skizze der Cova des Pirata nach Édouard Alfred Martel

Die Cova des Pirata entstand, wie auch die anderen „Piratenhöhlen“ der Umgebung, durch Verkarstung des Kalksteins. Das wohl älteste Graffito in der Höhle gibt 1614 als Jahr der Beschriftung an. Ein ähnliches Graffito wurde in den Coves d’Artà gefunden, möglicherweise stammt es von derselben Person. Anlässlich einer Landwirtschaftsausstellung und der Messen und Feste in Manacor wurde die Cova des Pirata 1897 zu einer Schauhöhle ausgebaut. Dafür legte man einen Rundweg mit Treppen durch die Höhle an. Im Eingangsbereich wurden Bänke an den Felsen installiert, die noch heute vorhanden sind. Von dort führen zwei Gänge nach Süden bzw. Südosten in das Innere der Höhle. Nach einem Eigentümerwechsel wurde die in Privatbesitz befindliche Cova des Pirata später als Schauhöhle wieder geschlossen.
Im Jahr 1901 besuchte der französische Höhlenforscher Édouard Alfred Martel die Cova des Pirata und die benachbarte Cova des Pont und veröffentlichte 1903 schematische Skizzen der beiden Höhlen. Martel benannte die Höhlenseen der Cova des Pirata als Lac des Sylphes und Lac des Ondines, nach den mythologischen Naturgeistern der Sylphen und Undinen.
Nach einer Kartografierung der Höhle 1971 durch die Speläologen X. Delgado, J. Ferreres und J. García (veröffentlicht 1976) wurde 1972 ein erster Tauchgang im großen See der Cova des Pirata unternommen. Am 6. März 1982 betraten fünf Höhlenbegeisterte die Cova des Pirata, um unbekannte Orte zu erkunden. Dabei wurden zwei von ihnen durch einen ausgelösten Erdrutsch schwer verletzt. 1989 entdeckte man bei der Unterwassererkundung eine schmale überflutete Galerie, die die Cova des Pirata mit der Cova des Pont verbindet. Das gesamte Höhlensystem ist damit über 2025 Meter lang. Die Cova des Pirata gilt seit 2006 als „Gebiet von gemeinschaftlicher Bedeutung“ (GGB bzw. englisch SCI) nach Natura 2000 der Fauna-Flora-Habitat-Richtlinie der Europäischen Union.

Ansichten der Höhle
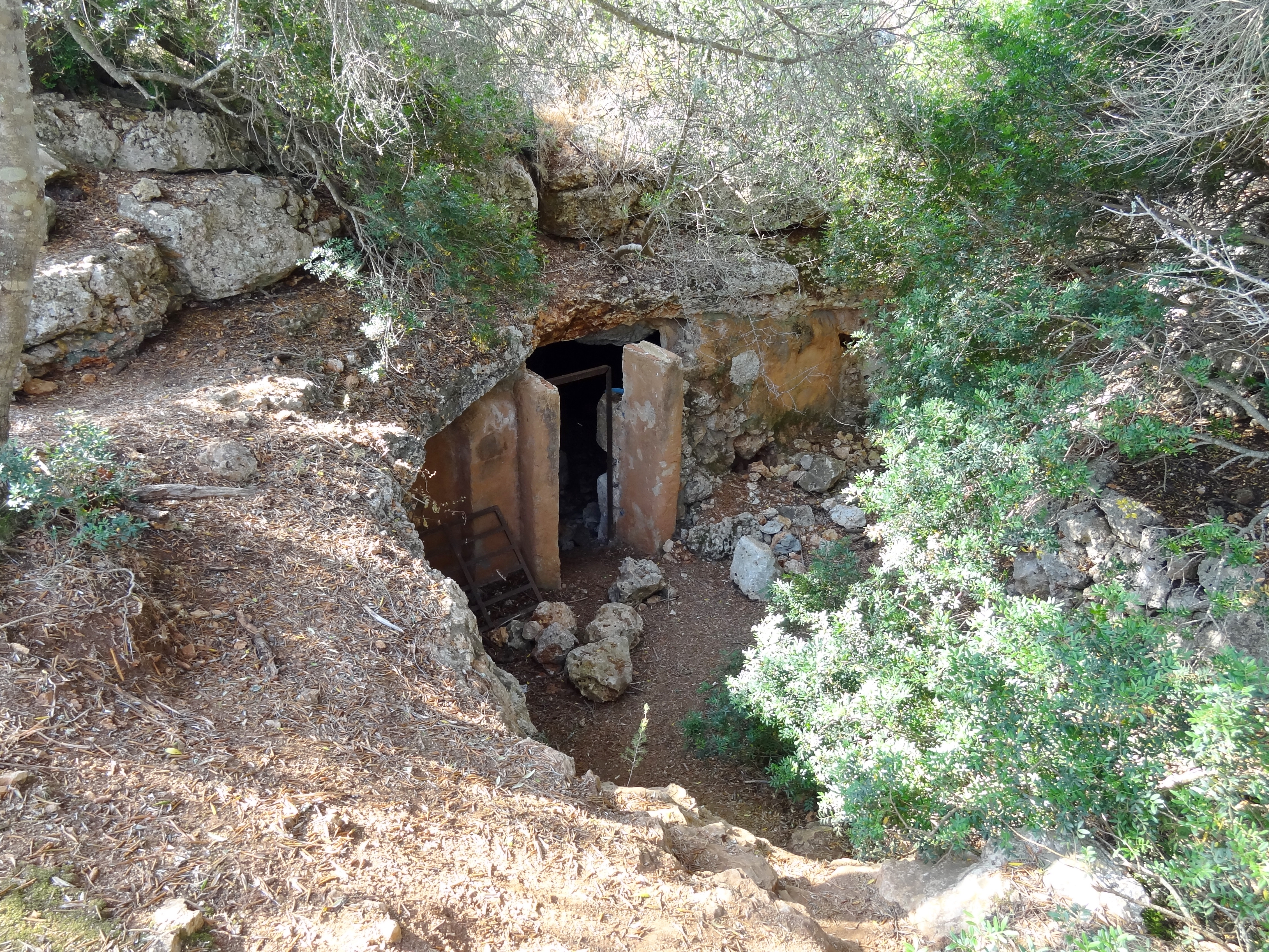
Höhleneingang in einer kleinen Doline
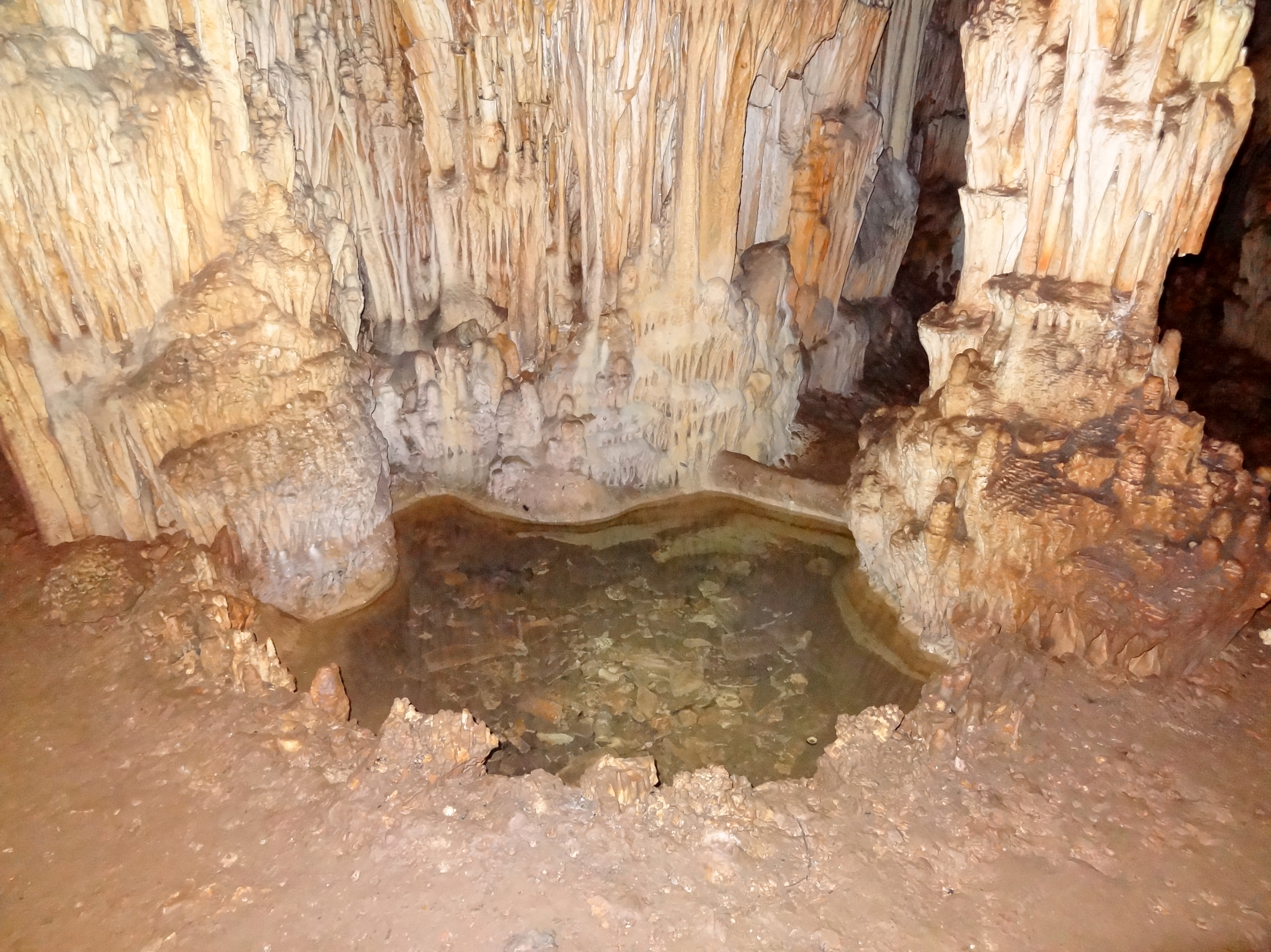
Tropfsteine mit Sinterbecken
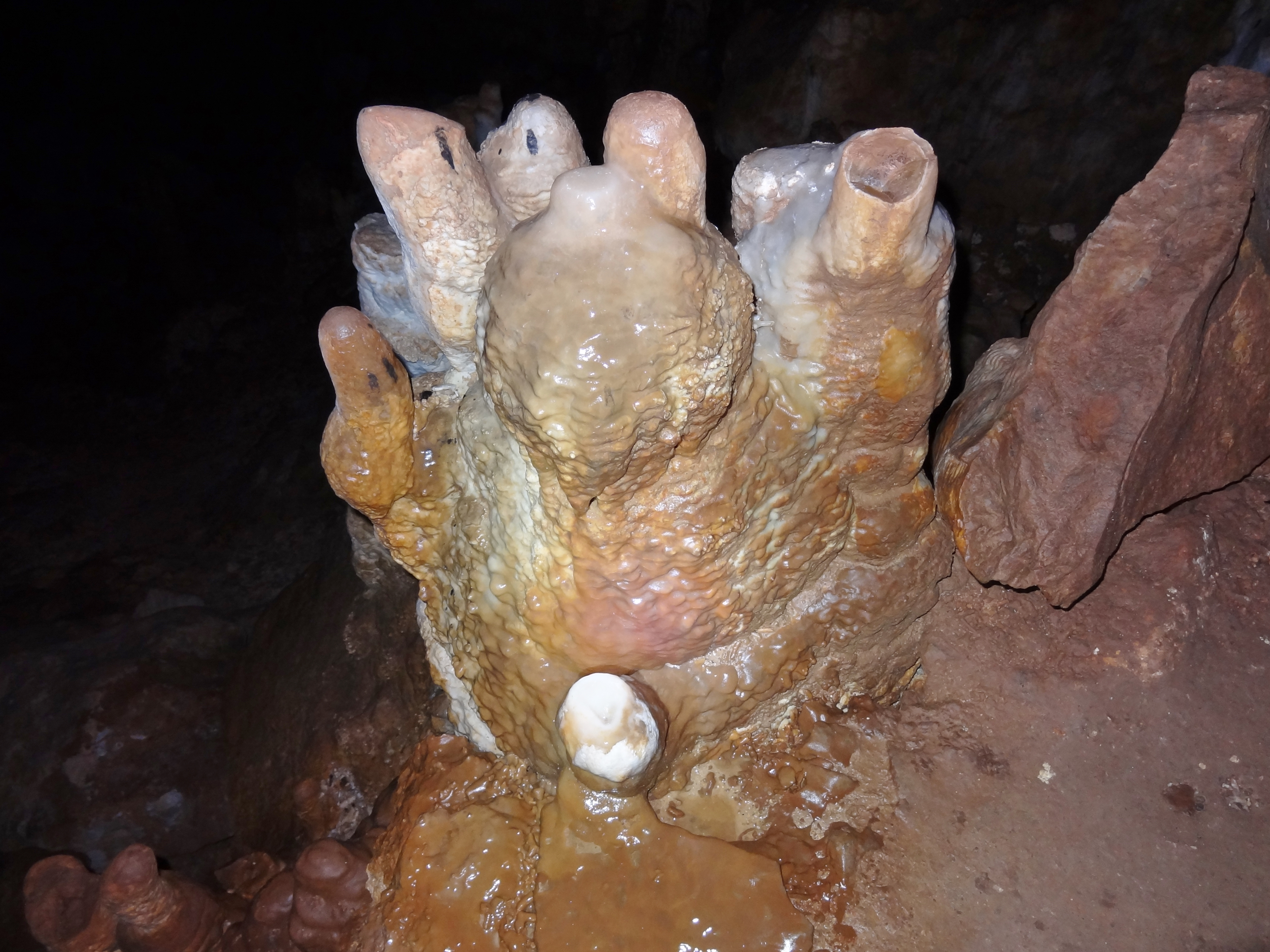
Gesteinsformation entstehender Stalagmiten
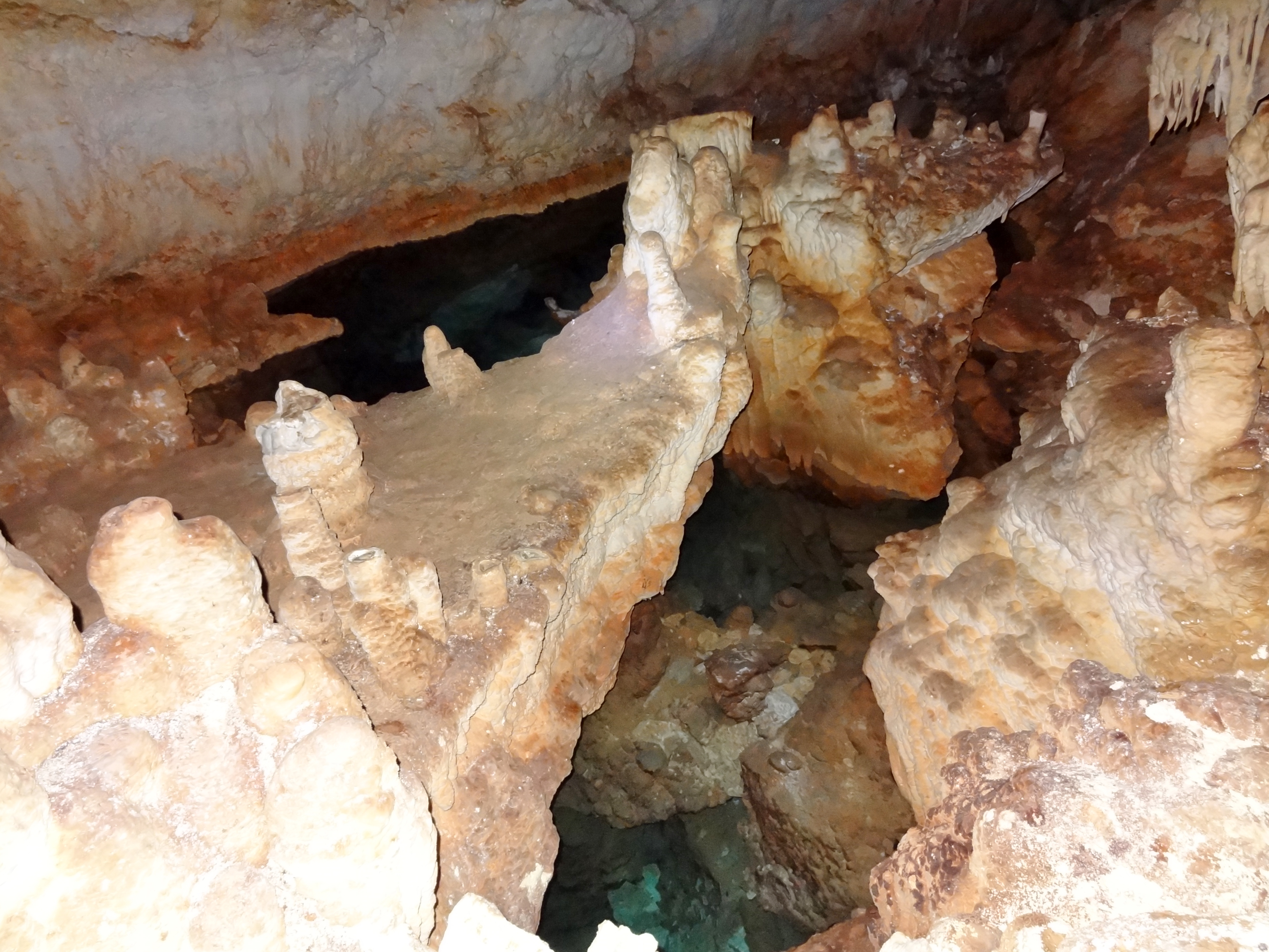
Unterirdischer See am Südende der Höhle